# Maasgouw
Maasgouw (limburguès Maasgoew) és un municipi de la província de Limburg, al sud-est dels Països Baixos. L'1 de gener del 2009 tenia 24.406 habitants repartits sobre una superfície de 58,02 km² (dels quals 12,21 km² corresponen a aigua). Limita al nord amb Leudal i Roermond, a l'oest amb Kinrooi i al sud amb Maaseik, Echt-Susteren i Roerdalen

## Centres de població
| Nuclis                    | Població |
| ------------------------- | -------- |
| Maasbracht / Brachterbeek | 7320     |
| Heel / Panheel            | 4260     |
| Thorn                     | 2580     |
| Wessem                    | 2210     |
| Linne                     | 3770     |
| Beegden                   | 1800     |
| Stevensweert              | 1660     |
| Ohé en Laak               | 880      |

## Administració
El consistori municipal consta de 19 membres, format des del 2006 per:
- CDA, 8 regidors
- Lokaal Belang, 6 regidors
- PvdA, 3 regidors
- VVD, 2 regidors